# Le Fate a metà
Le fate a metà o Le Fate a metà è un ciclo di tre romanzi per ragazzi (da 7 anni in su) di Benedetta Parodi, pubblicato da Rizzoli.

## Trama

### Le Fate a metà e il segreto di Arla
Bianca e Viola sono due gemelle che conducono una vita normale, fino a che una notte sono svegliate dalla civetta Allister, che chiede il loro aiuto per salvare la fata Lunetta e tutti gli altri abitanti dei "boschi incantati". L'avventura pare subito molto complicata, ma il misterioso libro di ricette magiche ritrovato da Bianca e Viola avrà un ruolo molto importante nella storia.

### Le Fate a metà e il sigillo di Brina
...

### Le Fate a metà e il ritorno di Yoro
...

## Edizioni

### Le Fate a metà e il segreto di Arla
- Benedetta Parodi, Le fate a metà e il segreto di Arla, Milano, Rizzoli, 2013, ISBN 978-88-17-06595-5.

### Le Fate a metà e il sigillo di Brina
- Benedetta Parodi, Le fate a metà e il sigillo di Brina, Milano, Rizzoli, 2014, ISBN 978-88-17-06595-5.

### Le Fate a metà e il ritorno di Yoro
- Benedetta Parodi, Le fate a metà e il ritorno di Yoro, Milano, Rizzoli, 2014, ISBN 978-88-17-06595-5.